# Resolució 1282 del Consell de Seguretat de les Nacions Unides
La Resolució 1282 del Consell de Seguretat de les Nacions Unides, adoptada el 14 de desembre de 1999 després de reafirmar totes les resolucions anteriors del Sàhara Occidental, en particular les resolucions 1238 (1998) i 1263 (1998), el Consell el Consell va ampliar el mandat de la Missió de Nacions Unides pel Referèndum al Sàhara Occidental (MINURSO) fins al 29 de febrer de 2000 per tal de completar la identificació dels votants.
El Consell de Seguretat també va ampliar el mandat de la MINURSO per emetre una segona llista de votants provisionals i iniciar crides a algunes agrupacions tribals. Marroc i el Front Polisario havien acordat elaborar un pla sobre mesures de confiança transfronterera i contactes persona-a-persona, i tots dos van ser convidats a cooperar amb la MINURSO i l'Alt Comissionat de les Nacions Unides per als Refugiats per implementar les mesures.
Una gran quantitat de candidats havien exercit el seu dret d'apel·lació i hi havia oposició a la qüestió de l'admissibilitat, el que significava que el referèndum sobre l'autodeterminació dels habitants del Sàhara Occidental no podia tenir lloc abans de 2002 o més enllà. El secretari general Kofi Annan va ajudar a reconciliar les parts, tot i que el Consell va assenyalar que hi hauria dificultats en aquest procés. En aquest sentit, es va demanar al Secretari General que informés al Consell abans que finalitzi el mandat actual de la MINURSO sobre les perspectives d'implementació del Pla de Regularització en un termini raonable de temps.
La resolució 1282 va ser aprovada per 14 vots contra cap i l'abstenció de Namíbia; aquest país sentia que la resolució ignorava les preocupacions prèvies del Consell i que retratava una imatge negativa a la comunitat internacional.